# 다마야마촌
다마야마촌(玉山村)은 이와테현 이와테군에 놓여져 있던 촌이며 이전에 설치되었던 지역 자치구이다.2006년 1월 1일에 
모리오카시에 편입되어 소멸되었다. 합병부터 2016년 3월 31일까지 그 촌역에는 합병특례법에 의거한 지역자치구 '다마야마구'가 설치되어 있었다

### 철도
- 동일본 여객철도
  - 하나와 선

- IGR 이와테 은하 철도
  - 이와테 은하 철도선

### 도로
- 도호쿠 자동차도
- 국도 4호선
- 국도 282호선
- 국도 455호선